# Gruma
Gruma, S.A.B. de C.V. eller Gruma er en mexicansk multinational fødevarevirksomhed, der producerer majsmel, tortilla, fladbrød og chips. Gruma har over 79 produktionsanlæg i primært Mexico, USA og Europa. De har ca. 18.000 ansatte.